# تمساح أورينوكو
تمساح أورينوكو (الاسم العلمي: Crocodylus intermedius) (بالإنجليزية: Orinoco crocodile)‏ هو نوع من الزواحف يتبع جنس التمساح من فصيلة التماسيح.